# Dacun
Dacun (chiń. upr. 大村乡; chiń. trad. 大村鄉; pinyin Dàcūn xiāng; Wade-Giles Ta-ts’un hsiang) – gmina wiejska (chiń. 鄉, xiāng) powiatu Zhanghua, wchodzącego w skład prowincji Tajwan, na zachodzie Republiki Chińskiej.
Populacja gminy Dacun w 2016 roku liczyła 36 762 mieszkańców – 17 715 kobiet i 19 047 mężczyzn. Liczba gospodarstw domowych wynosiła 11 039, co oznacza, że w jednym gospodarstwie zamieszkiwało średnio 3,33 osób.

## Demografia (1996–2016)
| Rok  | Liczba ludności | Gęstość zaludnienia | Kobiety | Mężczyźni | Gospodarstwa domowe |
| ---- | --------------- | ------------------- | ------- | --------- | ------------------- |
| 1996 | 34 214          | 1111                | 16 113  | 18 101    | 7962                |
| 1997 | 34 621          | 1124                | 16 343  | 18 278    | 8134                |
| 1998 | 34 876          | 1132                | 16 454  | 18 422    | 8325                |
| 1999 | 35 137          | 1141                | 16 602  | 18 535    | 8507                |
| 2000 | 35 377          | 1149                | 16 721  | 18 656    | 8764                |
| 2001 | 35 761          | 1162                | 16 910  | 18 851    | 9020                |
| 2002 | 35 714          | 1160                | 16 904  | 18 810    | 9134                |
| 2003 | 35 885          | 1166                | 16 996  | 18 889    | 9228                |
| 2004 | 36 137          | 1174                | 17 118  | 19 019    | 9379                |
| 2005 | 36 436          | 1184                | 17 300  | 19 136    | 9506                |
| 2006 | 36 547          | 1187                | 17 391  | 19 156    | 9646                |
| 2007 | 36 412          | 1182                | 17 343  | 19 069    | 9740                |
| 2008 | 36 501          | 1186                | 17 416  | 19 085    | 9925                |
| 2009 | 36 646          | 1190                | 17 547  | 19 099    | 10 090              |
| 2010 | 36 597          | 1189                | 17 525  | 19 072    | 10 248              |
| 2011 | 36 533          | 1187                | 17 496  | 19 037    | 10 376              |
| 2012 | 36 469          | 1185                | 17 503  | 18 966    | 10 512              |
| 2013 | 36 452          | 1184                | 17 526  | 18 926    | 10 637              |
| 2014 | 36 457          | 1184                | 17 555  | 18 902    | 10 740              |
| 2015 | 36 531          | 1187                | 17 593  | 18 938    | 10 877              |
| 2016 | 36 762          | 1194                | 17 715  | 19 047    | 11 039              |